# Licneremaeidae
Licneremaeidae zijn  een familie van mijten. Bij de familie zijn 2 geslachten met circa 20 soorten ingedeeld.